# West Liberty (Ohio)
West Liberty é uma vila localizada no estado norte-americano de Ohio, no Condado de Logan.

## Demografia
Segundo o censo norte-americano de 2000, a sua população era de 1813 habitantes.
Em 2006, foi estimada uma população de 1744, um decréscimo de 69 (-3.8%).

## Geografia
De acordo com o United States Census Bureau tem uma área de
2,9 km², dos quais 2,9 km² cobertos por terra e 0,0 km² cobertos por água.

## Localidades na vizinhança
O diagrama seguinte representa as localidades num raio de 16 km ao redor de West Liberty.